# کازو میساکی
کازو میساکی (انگلیسی: Kazuo Misaki؛ زادهٔ ۲۵ آوریل ۱۹۷۶) ورزشکار هنرهای رزمی ترکیبی و جودوکار اهل ژاپن است.